# DF Music Organization
DF Music Organization — це багатофункціональна група компаній, що займається різними питаннями в галузі музики та шоу-бізнесу. 
У цей час компанія відкрила офіси в у Сполучених Штатах Америки, Росії, ЄС та Україні.
До складу DF Music Organization Group входить ряд компаній, що здійснюють менеджмент артистів, A&R, концертну, продюсерську, рекорд і букінг діяльність (DF Music Organization), здійснюють виключно нішеву рекорд діяльність (Green Mandarin — танцювальний напрям, Siberian Jazz University — джаз-блюз та класика, General Space Records — експериментальна музика, Black Brilliant Records — реп, R'n'B та поп музика, Messia Records — християнська музика), що надає комплексні аудіо послуги з реклами та продакшенів, а так само рішення з брендінгу; агентство (Dream Fabrique); здійснює глобальну цифрову дистрибуцію (DF Digital's), юні та незалежні цифрові видавництва (DF Book's, DF Games, DF Films), проекти з продажу цифрового контенту (MEM, GEM, BEM, FEM), молодіжний рух на підтримку Компанії (DF Street Team), а також російських і українських музичних ЗМІ (DFMO.NET і DFMO.NET.UA).
Компанія DF Music Organization також є партнером світових музикальних конференцій WOMEX (World Music Expo)  і Music Matters.
Структурно DF Music Organization включає в себе:
- DF Music Organization — Концертне агентство, Рекорд Лейбл, Продюсерський центр, Букінг агентство, A&R Менеджмент.
- DFMO.NET — Рок Журнал, Інтернет Портал, Департамент з розповсюдження друкованої продукції.
- Dream Fabrique — Рекламне Агентство.
- DF Digital's — Онлайн Медіа.
- DF Production School — Класи по проф. підготовці кадрів (Дизайнерів, 3D Дизайнерів, Web Дизайнерів, Саунд Інженерів).
- DF Street Team — Молодіжний Рух на підтримку компанії.

## Історія
Датою початку існування компанії можна вважати Вересень 2004 року, коли після тривалої підготовки були офіційно запущені Рекорд Лейбл, Концертне Агентство і Магазин DF Music Store Засновниками компанії стали Di Дмитро Мячин і STi Олександр Гаврилов. 
Різні напрямки доповнювали один одного. На концертах і в магазині продавалося майже 50% від обороту лейблу. 
У жовтні 2004 року DF Music Organization були запрошені до співпраці з московською компанією TCI з приводу концерту Rammstein в Санкт-Петербурзі. 
Так розпочався глобальний культурний бізнес DF Music Organization.
Напередодні нового 2005 року Дмитро «Marquize di Diabol» Мячин на неофіційних зборах в магазині, який перетворився на штаб DFMO, проголосив цілі, завдання та принципи компанії для створення дисципліни, постановки чіткої та ефективної роботи.

## DF Music Organization

### Концертне Агентство
Концертне Агентство DF Music Organization займається організацією різнопланових заходів та активно співпрацює з різними контрагентами, букінговимі агенціями, а також менеджерами та агентами музичних колективів США, Росії та Європи.
За час свого існування Агентство провело цілий ряд корпоративних VIP вечірок, презентацій і різнопланових виставок, як в елітних клубах Петербурга так і в найнесподіваніших місцях, будь то стара станція Депо, Кінотеатр «Будинок Кіно» або палац на узбережжі.
DF Music Organization брали участь в організації концертів таких представників світової сцени, як Sammy DeLuxe, Rammstein, Prodigy, Accept, My Chemical Romance, The Dillinger Escape Plan та ін.
DF Music Organization числяться організаторами ряду сучасних клубних рок-концертів, масштабами від 300 до 2000 чоловік. Серед виступаючих: 
Dillinger Escape Plan, My Chemical Romance, Rammstein, Prodigy, Accept, Слот, Психея, Amatory, Korea, My Autumn, Stardown, Pictures Inside Me, Jane Air, Tenkorr, Horizon 8, Esthetic Education, Perimeter, Apshell, Stigmata, Neversmile, Verticals, Not For Joe, Indonesia, Out Of Channel, Follow the White Rabbit, My Lady Winter, IFK, 5 diez, Marakesh, Inexist, Port 812, Out Of Channel, Оригами, Grenouer, AytSide, Mamay, Sammet, Ескимо , Scotch, DNO, Such A Beautiful Day, 3000 миль до рая, Ike Que, 7000 $, Scang , Dj Kosinus, Dj Slutkey, Dj Spady, інші діджеї, а також ряд блюзових та джазових музикантів.
Концертне Агентство DF Music Organization проводило низку офіційних акцій для: Slipknot, Linkin Park, Korn, Prodigy, MTV, A-ONE, Music Messe Pro-Light & Sound, Adrenalin 2, Realmusic, Sokos Hotel, Приют Бездомных животных і т.д.
Крім того DF Music Organization регулярно влаштовують виїзні вечірки в партнерстві з місцевими організаторами, одними з таких став  Street Cars Festival в Стокгольмі , на який з'їхалися сотні прокаченних автомобілів з усієї Європи. Потяг з автомобілями проїхав тур — Білорусь, Україна, Румунія, Болгарія під гаслом Train Office: Поїзд який привезе Rock'n'Roll. Найближчий масовий виїзд компанії заплановано на 2010 рік, до Канади.
Одне з нововведень Концертного Агентства DF Music Organization — прямі Інтернет трансляції і можливість використання пересувної студії PRO TOOLS на базі Apple Mac для дуже якісної та чіткої живого запису концертів. 
Аналогів такої студії в Росії всього декілька.

### Букінг-Агентство
Букінг-Агентство DF Music Organization координує організацію виступів різних виконавців в рамках різноманітних заходів. 
Букінг-Агентство було відкрито в 2006 році як побічне відділення Концертного Агентства.

### Рекорд Лейбл
Рекорд Лейбл DF Music Organization — це основний записуючий лейбл компанії. 
Повністю відмовившись від фізики і видаючи диски та вініли тільки як мерчендайз, Рекорд Лейбл DF Music Organization перебудував свій апарат під поширення музики через мережу Інтернет. Рекорд Лейбл DF Music Organization пропагує високі вимоги європейської якості як у дизайні, поліграфії, фотографії та упаковці, так і до якості запису продукції. 
При створенні релізів лейбла DF Music Organization застосовуються технології, відомі тільки за кордоном . Лейбл видає запису відомих груп, а також молодих виконавців Росії та інших країн.
Лейбл DF Music Organization випускав на носіях та проводив проекти, в яких брали участь: Retina, Stigmata, Devilish Distance, The Psyke Project, Слот, Indonesia, Tenkorr, Психея, Miami Scissors, Amatory, Stardown, Last Reunion, Mushmellow, Jane Air, Hard Candy, 3 000 Миль До Рая, Pictures Inside Me, Neversmile, Korea, My Autumn, Verticals, Apshell, Scartown, Esthetic Education, Perimeter, IFK, 5 diez, Marakesh, Оригами, Inexist, Слези, Taking You Last Chance, Icelips, Глубина Моих Дней, Out Of Channel, Elli Noise, My Lady Winter, Grenouer, AytSide, Ескимо, Scotch, 7000 $, Scang та інші.
Жанри:
Рок, Поп-Рок, Інді, Метал, Мат. Кор, Мат. Метал, Емо, Дез Кор, Дез Метал, Хардкор.
Дискографія:
RA 2008: Revolution
Metal Planet
Наприкінці 2009 року DF Music Organization почали засновувати сублейбли, серед яких «Green Mandarin», «Siberian Jazz University», «General Space Records», "Black Brilliant Records «,»Messia Records ".
Компанія нараховує кілька десятків філій в 37 містах Росії, включаючи профільні і непрофільні мережі, склади, та спеціалізовані точки продажу.
Рекорд Лейбл активно бореться проти піратства, постійно подаючи позови проти порушень авторських прав і підтримуючи західні компанії в боротьбі з цими порушеннями.

### Продюсерський центр
Продюсерський центр DF Music Organization — відділення компанії, що займається створенням іміджу продукції. 
Одним з провідних напрямків, у якому працює продюсерський центр — підбір, написання, продюсування саундтреків до фільмів, ігор, теле- та радіопередач. 
На рахунку DF Music Organization ряд саундтреків в різних напрямках: 
- Симфонічний оркестр
- Клубний саунд
- Психоделічна драма заснована на звуках й ефектах
- Рок, агресивні й важкі ритми
- Хіп-хоп та r'n'b
- Традиційний фольклор

Серед останніх досягнень — саундтрек до комп'ютерної гри Адреналин — 2: Час Пик. Гра отримала приз за найкраще звукове оформлення на Конференції Розробників Комп'ютерних Ігор КРИ 2007.
Продюсерський центр також займається створенням роликів, відео ряду і звукової доріжки до них.
DF Music Organization має досвід співпраці з такими компаніями як Gaijin Entertainment, Astrum Online, Avalon Style Entertainment, 1C, Electronic Arts та ін.

### A&R Менеджмент
A&R Менеджмент — відділ компанії, що займається пошуком нових виконавців. 
Наприкінці 2008-го року відділ отримує розвиток, через велику кількість закритих компаній і розвалених лейблів, через відділ A&R Менеджменту проходили тисячі демо-записів.

## DFMO.NET
DFMO.NET — музичний журнал та Інтернет портал. 
Проект відкрився наприкінці 2006 року і на цю мить поширюється по всьому СНД.
DFMO.NET включає: 
- Музичний рок журнал DFMO.NET
- Інформаційно-розважальний Інтернет портал
- Тематичні акції і музичні збірки

Головною особливістю журналу є особисті відносини між кореспондентами DFMO.NET та зірками рок музики в усьому світі. Для журналу пишуть кореспонденти з усіх частин світу.
DFMO.NET — журнал про альтернативну музику, про вітчизняні та закордонні групи, як ті, що вже досягли вершин, так і ті, що тільки розпочинають свій творчий шлях, про нові музичні збірки, сингли і повноцінні альбоми. 
За свою історію журнал DFMO.NET був інформаційним спонсором ряду концертів, серед яких: Kiss, Lenny Kravitz, Uncafe, Tokio Hotel, In Flames, Linkin Park, Stone Sour, Evanescense, NIN, Dillinger Escape Plan, Slipknot, Korn, Rain, Maroon, Grave Worm, Opeth, Sensation White, Пиратська Станция, Boney Nem, Слот, Микола Воронов, Психея та інших, а також брали інтерв'ю у таких героїв як: Linkin Park, Devil Driver, Slipknot, Pleymo, Despiesed Icon, Hors The Band , In Flames, My Chemical Romance, Tractor Bowling, Психея, Korea, IFK, tATu, AytSide , Amatory, Слот, Apshell, Grenouer, Stigmata, 5 Diez, Оригами, Tenkorr, Top Display, Neversmile, Sammet, Perimeter, Jane Air, Out Of Channe, Продукти 24 та інших та таких особистостей як Mika Jussila, Jacob Hansen, Jeremy Colsen.
З кінця 2007 року відкрита стартова сторінка однойменного порталу, в 2010 почне працювати бета-версія Музичного Порталу DFMO.NET.

## Dream Fabrique
Брендінг Агентство Dream Fabrique займається розробкою комплексних рішення у сфері брендингу, комунікаційних концепцій, а також проведенням великих рекламних компаній. 
Dream Fabrique було створено як побічну фірму, в результаті гострої необхідності продавати вироблені DF Music Organization послуги. 
Відкрилося в серпні 2006 і займається усіма існуючими видами реклами, включаючи ролики на телебаченні і радіо, розробку та реалізацію друкованої та Інтернет реклами, зовнішньої реклами, постерів, флаєрів та сувенірної продукції, написанням прес-релізів і презентацій, проведенням масових акцій. 
Крім типових рекламних послуг (Реклама, Дизайн, Фотозйомка, Копірайт, BTL, організації концертів, виставок, презентацій, PR & promo акцій, букінг артистів, вітчизняних та закордонних виконавців), Агентство також пропонує нестандартні рішення, такі як: створення Аудіо бренду, Аудіо Дизайн (SFX звуки, озвучка роликів і джинглів, створення Аудіо Логотипів і Аудіо Візиток), а так само Song Product Placement.
На рахунку Dream Fabrique велика кількість корпоративних вечірок, новий рік для MTV, презентація початку трансляції російського альтернативного телеканалу A-ONE, презентація DF Digital's в Берліні, день народження журналу DFMO.NET.

## Atmosphera
Atmosphera — Фото та Дизайн Студія. Була створена для реалізації спеціальних проектів Агентства.

## DF Digital's
Компанія DF Digital's заснована на базі Продюсерського Центру та Рекорд Лейблу DF Music Organization, створена для продажу музики в інтернеті. 
Робота над компанією почалася ще взимку 2007, але остаточно DF Digital's була відкрита і стала самостійною структурою 6 Жовтня 2008. За цей час було підписано близько 200 контрактів з різними цифровими магазинами, агенціями та контент провайдерами та артистами.

## DF Production School
DF Production School — класи з навчання на саунд дизайнерів у програмах Pro Tools, Cubase, Nuendo, Samplitude, Logic, Digital Performer. 
Проект був запущений у Травні 2008 року, але поки що практикує тільки індивідуальні заняття маленькими групами. 
Навчання проходить за спеціальностями:
- відео дизайнер
- 3D дизайнер
- web дизайнер

## DF Street Team
DF Street Team — некомерційна молодіжна організація-клуб. 
DF Street Team створений активними шанувальниками музики й діяльності компанії DF Music Organization. 
Ідеологія DF Street Team полягає в постійному русі в тому, що кожна людина здатна впливати на події, якщо не буде сидіти склавши руки. В основному діяльність учасників DF Street Team зосереджена на Promo та PR своїх улюблених колективів, відвідування концертів.